# Hubert Wagner (remero)
Hubert Wagner (24 de agosto de 1966) es un deportista suizo que compitió en remo. Ganó una medalla de plata en el Campeonato Mundial de Remo de 1993, en la prueba de cuatro sin timonel ligero.

## Palmarés internacional
| Campeonato Mundial | Campeonato Mundial       | Campeonato Mundial | Campeonato Mundial        |
| Año                | Lugar                    | Medalla            | Prueba                    |
| ------------------ | ------------------------ | ------------------ | ------------------------- |
| 1993               | Račice (República Checa) | Medalla de plata   | Cuatro sin timonel ligero |